# Diceratalebra cubana
Diceratalebra cubana är en insektsart som först beskrevs av Henry Fairfield Osborn 1926.  Diceratalebra cubana ingår i släktet Diceratalebra och familjen dvärgstritar.
Artens utbredningsområde är Kuba. Inga underarter finns listade i Catalogue of Life.